# Клетъчно диференциране
Клетъчно диференциране се нарича процесът на обособяване в организма на различни групи клетки със специфична функция.

## Същност
При делене наследствения материал се предава в пълен комплект на следващото поколение клетки. По принцип по-голямата част от генетичната програма е блокирана. При диференцирането само отделни участъци от нея се активират и „презаписват“, т.е. синтезира се иРНК, по чиято програма се синтезират белтъци. Това означава, че в клетката се синтезират не всички белтъци, структурата на които е записана в генетичната програма, а само тези, чийто запис в ДНК може да се презапише. Имайки предвид, че в различни групи клетки се активират различни участъци от генетичната програма, става ясно защо се развиват различни по природа клетки, специализирани за изпълнение на определени функции. Начинът на диференциране на отделните клетки е заложен в наследствената програма и се регулира от вътрешни и външни фактори.

## Особености
Клетъчното диференциране е необратим процес, но някои специализирани клетки могат временно да възстановят делителната си способност при необходимост. Така при нараняване на кожата нейните клетки, делейки се активно, запълват раната. При отстраняване на част от черния дроб в животни неговите клетки след активно делене бързо възстановяват липсващия участък. Това показва, че в организма съществуват механизми, които регулират клетъчното делене и диференциране според нуждите. Когато тази регулация „се повреди“, настъпват тежки последици. В едни случаи времето на митотичния цикъл ненормално се удължава (например ако се понижи продукцията на червени кръвни клетки - развива се тежка анемия), а в други случаи – то ненормално се скъсява (например развиват се тумори).
При гръбначните животни централно място в регулирането на развитието на организма и диференцирането на клетките имат хормоните на щитовидната жлеза (тиреоидните хормони).
Метаморфозата на насекомите е свързана с активно диференциране на клетки. Този процес се стимулира от хормони – екдизони.